# Берегова (Талицький міський округ)
Берегова́ (рос. Береговая) — присілок у складі Талицького міського округу Свердловської області.
Населення — 125 осіб (2010, 175 у 2002).
Національний склад станом на 2002 рік: росіяни — 100 %.